# 艾因茲瓦耶
艾因茲瓦耶（阿拉伯語：عين الزاوية），是阿爾及利亞的城鎮，位於該國北部提濟烏祖省，由德拉米贊區負責管轄，面積57平方公里，2014年人口25,000，人口密度每平方公里439人。